# Les Blancs et les Bleus
Les Blancs et les Bleus est un roman historique d'Alexandre Dumas, initialement publié en feuilleton dans les journaux Le Mousquetaire et La Petite Presse en 1867.
Ce roman est le premier volet de la trilogie des Sainte-Hermine avec Les Compagnons de Jéhu (2e volet paru dix ans plus tôt, en 1857) et Le Chevalier de Sainte-Hermine (dernier volet inachevé, paru deux ans plus tard, en 1869).
Le récit commence en automne 1793, pendant la Terreur, et se termine en 1799 vers la fin de la campagne d'Égypte de Bonaparte.
Le roman est découpé en quatre parties :
- Les Prussiens sur le Rhin ;
- Le 13 Vendémiaire ;
- Le 18 Fructidor ;
- La Huitième Croisade.